# Andrea Giovi
Andrea Giovi (Perúgia, 19 de agosto de 1983) é um jogador de voleibol da Itália que compete pelo Sir Safety Perugia e pela seleção italiana, com a qual conquistou a medalha de bronze nos Jogos Olímpicos de 2012.